# Lista siturilor arheologice din județul Cluj - C
Lista siturilor arheologice din județul Cluj - C conține toate siturile arheologice din județul Cluj înscrise în Repertoriul Arheologic Național (RAN) și aflate în localități al căror nume începe cu litera C. RAN este administrat de Ministerul Culturii și Patrimoniului Național și cuprinde date științifice, cartografice, topografice, imagini și planuri, precum și orice alte informații privitoare la zonele cu potențial arheologic, studiate sau nu, încă existente sau dispărute.
Puteți căuta un sit din localitățile care încep cu litera C folosind formularul de mai jos sau puteți naviga prin toate siturile din județ la Lista siturilor arheologice din județul Cluj.
| Cod RAN                                  | Denumire | Localitate                           | Adresă | Datare                                    | Descoperit              | Coordonate                                              | Imagine           | Erori            |
| ---------------------------------------- | --- | ------------------------------------ | --- | ----------------------------------------- | ----------------------- | ------------------------------------------------------- | ----------------- | ---------------- |
| 56675.02.02 (Cod LMI: CJ-I-m-B-06996.01) | Situl arheologic de la Cășeiu (Samum) - "Cetățele" / ansamblu anonim (Categorie: locuire militară) (Tip: Castru) | sat Cășeiu, comuna Cășeiu            | Cetățele | romană sec. II - III d.Hr.                |                         | 46°36′11″N 23°42′26″E / 46.60305°N 23.70722°E           | Încărcați imagine | Raportați eroare |
| 56675.02.03 (Cod LMI: CJ-I-m-B-06996.02) | Situl arheologic de la Cășeiu (Samum) - "Cetățele" / ansamblu Samum (Categorie: locuire militară) (Tip: vicus) | sat Cășeiu, comuna Cășeiu            | Cetățele | romană sec. II - III d.Hr.                |                         | 46°36′11″N 23°42′26″E / 46.60305°N 23.70722°E           | Încărcați imagine | Raportați eroare |
| 56675.02.01 (Cod LMI: CJ-I-m-B-06996.03) | Situl arheologic de la Cășeiu (Samum) - "Cetățele" / ansamblu anonim (Categorie: locuire militară) (Tip: Așezare) | sat Cășeiu, comuna Cășeiu            | Cetățele |                                           |                         | 46°36′11″N 23°42′26″E / 46.60305°N 23.70722°E           | Încărcați imagine | Raportați eroare |
| 54984.01.01 (Cod LMI: CJ-I-s-B-06928)    | Necropola romană de la Cluj-Napoca - "Parcul arheologic - Piața Cipariu" / ansamblu anonim (Categorie: descoperire funerară) (Tip: Necropolă)                                                                                   | municipiul Cluj-Napoca               | Parcul arheologic - Piața Cipariu | sec. II - III d.Hr.                       |                         | 46°46′06″N 23°35′55″E / 46.76823°N 23.59855°E           | Încărcați imagine | Raportați eroare |
| 54984.02.04                              | Situl arheologic -orașul antic Napoca- de la Cluj-Napoca / ansamblu Orașul antic Napoca (Categorie: locuire civilă) (Tip: așezare urbană)                                                                                       | municipiul Cluj-Napoca               | |                                           |                         | 46°46′42″N 23°35′40″E / 46.77833°N 23.59444°E           | Încărcați imagine | Raportați eroare |
| 54984.02.06                              | Situl arheologic -orașul antic Napoca- de la Cluj-Napoca / ansamblu anonim (Categorie: locuire civilă) (Tip: Așezare) | municipiul Cluj-Napoca               | |                                           |                         | 46°46′42″N 23°35′40″E / 46.77833°N 23.59444°E           | Încărcați imagine | Raportați eroare |
| 54984.02.07                              | Situl arheologic -orașul antic Napoca- de la Cluj-Napoca / ansamblu Cetatea "orașul vechi"(Altstadt-Ovar) (Categorie: locuire civilă) (Tip: așezare fortificată)                                                                | municipiul Cluj-Napoca               | | sec. XV d.Hr.                             |                         | 46°46′42″N 23°35′40″E / 46.77833°N 23.59444°E           | Încărcați imagine | Raportați eroare |
| 54984.02.09                              | Situl arheologic -orașul antic Napoca- de la Cluj-Napoca / ansamblu anonim (Categorie: locuire civilă) (Tip: așezare) | municipiul Cluj-Napoca               | |                                           |                         | 46°46′42″N 23°35′40″E / 46.77833°N 23.59444°E           | Încărcați imagine | Raportați eroare |
| 54984.02.03                              | Situl arheologic -orașul antic Napoca- de la Cluj-Napoca / ansamblu anonim (Categorie: locuire civilă) (Tip: așezare) | municipiul Cluj-Napoca               | | sec. III-I î.Hr.                          |                         | 46°46′42″N 23°35′40″E / 46.77833°N 23.59444°E           | Încărcați imagine | Raportați eroare |
| 54984.02.01                              | Situl arheologic -orașul antic Napoca- de la Cluj-Napoca / ansamblu anonim (Categorie: locuire civilă) (Tip: așezare) | municipiul Cluj-Napoca               | | Cheile Turzii; Petrești-Iclod             |                         | 46°46′42″N 23°35′40″E / 46.77833°N 23.59444°E           | Încărcați imagine | Raportați eroare |
| 54984.02.02                              | Situl arheologic -orașul antic Napoca- de la Cluj-Napoca / ansamblu anonim (Categorie: locuire civilă) (Tip: așezare) | municipiul Cluj-Napoca               | |                                           |                         | 46°46′42″N 23°35′40″E / 46.77833°N 23.59444°E           | Încărcați imagine | Raportați eroare |
| 54984.02.08                              | Situl arheologic -orașul antic Napoca- de la Cluj-Napoca / ansamblu anonim (Categorie: locuire civilă) (Tip: Zid) | municipiul Cluj-Napoca               | | sec. XVIII-XIX                            |                         | 46°46′42″N 23°35′40″E / 46.77833°N 23.59444°E           | Încărcați imagine | Raportați eroare |
| 54984.02.05                              | Situl arheologic -orașul antic Napoca- de la Cluj-Napoca / ansamblu anonim (Categorie: locuire civilă) (Tip: așezare) | municipiul Cluj-Napoca               | | sec. II-IV d.Hr.                          |                         | 46°46′42″N 23°35′40″E / 46.77833°N 23.59444°E           | Încărcați imagine | Raportați eroare |
| 54984.03.01 (Cod LMI: CJ-I-s-B-06932)    | Necropola postromană de la Cluj-Napoca - Intersecția: str. Titulescu-Str. Brâncuși / ansamblu anonim (Categorie: descoperire funerară) (Tip: Necropolă)                                                                         | municipiul Cluj-Napoca               | Colțul str. Titulescu - str. Brâncuși, punct Intersecția: str. Titulescu-Str. Brâncuși                                                 | sec. IV d.Hr.                             |                         | 46°46′03″N 23°36′06″E / 46.76762°N 23.60171°E           | Încărcați imagine | Raportați eroare |
| 54984.04.01                              | Așezarea neolitică de la Cluj-Napoca - "Piața Victoriei și Piața Ștefan cel Mare" / ansamblu anonim (Categorie: locuire civilă) (Tip: Așezare)                                                                                  | municipiul Cluj-Napoca               | Piața Victoriei și Piața Ștefan cel Mare, punct Piața Victoriei și Piața Ștefan cel Mare                                               | Iclod                                     |                         | 46°46′15″N 23°35′49″E / 46.77081°N 23.59704°E           | Încărcați imagine | Raportați eroare |
| 54984.05.01 (Cod LMI: CJ-I-s-B-06930)    | Așezarea neolitică de la Cluj-Napoca - "Strada Fântânele" / ansamblu anonim (Categorie: locuire civilă) (Tip: Așezare) | municipiul Cluj-Napoca               | Strada Fântânele, punct Strada Fântânele                                                                                               | Starčevo - Criș                           |                         | 46°46′06″N 23°33′09″E / 46.76827°N 23.55238°E           | Încărcați imagine | Raportați eroare |
| 54984.06.01 (Cod LMI: CJ-I-m-B-06929.01) | Necropola din epoca migrațiilor de la Cluj-Napoca - "Strada Coposu Corneliu" / ansamblu anonim (Categorie: descoperire funerară) (Tip: Necropolă)                                                                               | municipiul Cluj-Napoca               | Strada Corneliu Coposu, punct Strada Coposu Corneliu                                                                                   | sec. V - VI d.Hr.                         |                         | 46°47′06″N 23°33′53″E / 46.78497°N 23.56467°E           | Încărcați imagine | Raportați eroare |
| 54984.07.01                              | Zid de incintă din epoca romană și medievală de la Cluj-Napoca - "Parcul I. L. Caragiale" / ansamblu anonim (Categorie: fortificație) (Tip: Zid de incintă)                                                                     | municipiul Cluj-Napoca               | Parcul I. L. Caragiale |                                           |                         |                                                         | Încărcați imagine | Raportați eroare |
| 54984.07.02                              | Zid de incintă din epoca romană și medievală de la Cluj-Napoca - "Parcul I. L. Caragiale" / ansamblu anonim (Categorie: fortificație) (Tip: Zid de incintă)                                                                     | municipiul Cluj-Napoca               | Parcul I. L. Caragiale |                                           |                         |                                                         | Încărcați imagine | Raportați eroare |
| 54984.08.01 (Cod LMI: CJ-I-s-B-06922)    | Necropola germanică de la Cluj-Napoca - "La Cărămidărie" / ansamblu Necropolă germanică (Categorie: descoperire funerară) (Tip: Necropolă)                                                                                      | municipiul Cluj-Napoca               | La Cărămidărie | Sântana de Mureș sec. VI d.Hr.            |                         |                                                         | Încărcați imagine | Raportați eroare |
| 54984.09.01 (Cod LMI: CJ-I-m-B-06923.06) | Situl arheologic de la Cluj-Napoca - "La Stăvilar" / ansamblu anonim (Categorie: locuire civilă) (Tip: Așezare) | municipiul Cluj-Napoca               | La Stăvilar | Starčevo - Criș                           |                         | 46°45′41″N 23°32′49″E / 46.76128°N 23.54692°E           | Încărcați imagine | Raportați eroare |
| 54984.09.02 (Cod LMI: CJ-I-m-B-06923.05) | Situl arheologic de la Cluj-Napoca - "La Stăvilar" / ansamblu anonim (Categorie: locuire civilă) (Tip: Așezare) | municipiul Cluj-Napoca               | La Stăvilar | Coțofeni                                  |                         | 46°45′41″N 23°32′49″E / 46.76128°N 23.54692°E           | Încărcați imagine | Raportați eroare |
| 54984.09.03 (Cod LMI: CJ-I-m-B-06923.04) | Situl arheologic de la Cluj-Napoca - "La Stăvilar" / ansamblu anonim (Categorie: locuire civilă) (Tip: Așezare) | municipiul Cluj-Napoca               | La Stăvilar |                                           |                         | 46°45′41″N 23°32′49″E / 46.76128°N 23.54692°E           | Încărcați imagine | Raportați eroare |
| 54984.09.04 (Cod LMI: CJ-I-m-B-06923.03) | Situl arheologic de la Cluj-Napoca - "La Stăvilar" / ansamblu anonim (Categorie: locuire civilă) (Tip: Așezare) | municipiul Cluj-Napoca               | La Stăvilar |                                           |                         | 46°45′41″N 23°32′49″E / 46.76128°N 23.54692°E           | Încărcați imagine | Raportați eroare |
| 54984.09.05 (Cod LMI: CJ-I-m-B-06923.02) | Situl arheologic de la Cluj-Napoca - "La Stăvilar" / ansamblu anonim (Categorie: locuire civilă) (Tip: Așezare) | municipiul Cluj-Napoca               | La Stăvilar |                                           |                         | 46°45′41″N 23°32′49″E / 46.76128°N 23.54692°E           | Încărcați imagine | Raportați eroare |
| 54984.09.06 (Cod LMI: CJ-I-m-B-06923.01) | Situl arheologic de la Cluj-Napoca - "La Stăvilar" / ansamblu anonim (Categorie: locuire civilă) (Tip: Așezare) | municipiul Cluj-Napoca               | La Stăvilar |                                           |                         | 46°45′41″N 23°32′49″E / 46.76128°N 23.54692°E           | Încărcați imagine | Raportați eroare |
| 54984.11.01 (Cod LMI: CJ-I-s-B-06925)    | Tumuli de la Cluj-Napoca - "Pădurea Făget" / ansamblu anonim (Categorie: descoperire funerară) (Tip: Grup de tumuli) | municipiul Cluj-Napoca               | Pădurea Făget |                                           |                         | 46°44′34″N 23°32′20″E / 46.74269°N 23.53902°E           | Încărcați imagine | Raportați eroare |
| 54984.12.01 (Cod LMI: CJ-I-m-B-06926.03) | Situl arheologic de la Cluj-Napoca - "Someșeni - Băi" / ansamblu anonim (Categorie: locuire civilă) (Tip: Așezare) | municipiul Cluj-Napoca               | Someșeni - Băi | geto-dacică sec. II î.Hr. - II d.Hr.      |                         | 46°46′53″N 23°38′53″E / 46.78139°N 23.64796°E           | Încărcați imagine | Raportați eroare |
| 54984.12.03 (Cod LMI: CJ-I-m-B-06926.01) | Situl arheologic de la Cluj-Napoca - "Someșeni - Băi" / ansamblu anonim (Categorie: locuire civilă) (Tip: Așezare) | municipiul Cluj-Napoca               | Someșeni - Băi |                                           |                         | 46°46′53″N 23°38′53″E / 46.78139°N 23.64796°E           | Încărcați imagine | Raportați eroare |
| 54984.12.02 (Cod LMI: CJ-I-m-B-06926.02) | Situl arheologic de la Cluj-Napoca - "Someșeni - Băi" / ansamblu anonim (Categorie: locuire civilă) (Tip: Așezare) | municipiul Cluj-Napoca               | Someșeni - Băi | sec. II - III d.Hr.                       |                         | 46°46′53″N 23°38′53″E / 46.78139°N 23.64796°E           | Încărcați imagine | Raportați eroare |
| 54984.13.01 (Cod LMI: CJ-I-m-B-06927.01) | Situl arheologic de la Cluj-Napoca - "Someșeni - aeroport" / ansamblu anonim (Categorie: locuire) (Tip: Așezare) | municipiul Cluj-Napoca               | Someșeni - aeroport | sec. IV - V d.Hr.                         |                         | 46°46′53″N 23°40′58″E / 46.78127°N 23.68288°E           | Încărcați imagine | Raportați eroare |
| 54984.13.02 (Cod LMI: CJ-I-m-B-06927.02) | Situl arheologic de la Cluj-Napoca - "Someșeni - aeroport" / ansamblu Necropolă slavă (Categorie: locuire) (Tip: Necropolă) | municipiul Cluj-Napoca               | Someșeni - aeroport | sec. VIII - IX d.Hr.                      |                         | 46°46′53″N 23°40′58″E / 46.78127°N 23.68288°E           | Încărcați imagine | Raportați eroare |
| 56363.01.01 (Cod LMI: CJ-I-m-B-06988.02) | Situl arheologic de la Căianu-Valea Căianului-Valea Largă / ansamblu anonim (Categorie: locuire civilă) (Tip: Așezare) | sat Căianu, comuna Căianu            | Valea Căianului-Valea Largă | Petrești                                  |                         | 46°47′26″N 23°54′24″E / 46.79065°N 23.90662°E           | Încărcați imagine | Raportați eroare |
| 56363.01.02 (Cod LMI: CJ-I-m-B-06988.01) | Situl arheologic de la Căianu-Valea Căianului-Valea Largă / ansamblu anonim (Categorie: locuire civilă) (Tip: Așezare) | sat Căianu, comuna Căianu            | Valea Căianului-Valea Largă |                                           |                         | 46°47′26″N 23°54′24″E / 46.79065°N 23.90662°E           | Încărcați imagine | Raportați eroare |
| 56363.02.01 (Cod LMI: CJ-I-m-A-06989.03) | Situl arheologic de la Căianu - "Dijmași" / ansamblu anonim (Categorie: locuire civilă) (Tip: Așezare) | sat Căianu, comuna Căianu            | Dijmași |                                           |                         | 46°47′40″N 23°55′12″E / 46.79438°N 23.91999°E           | Încărcați imagine | Raportați eroare |
| 56363.02.02 (Cod LMI: CJ-I-m-A-06989.02) | Situl arheologic de la Căianu - "Dijmași" / ansamblu anonim (Categorie: locuire civilă) (Tip: Așezare) | sat Căianu, comuna Căianu            | Dijmași |                                           |                         | 46°47′40″N 23°55′12″E / 46.79438°N 23.91999°E           | Încărcați imagine | Raportați eroare |
| 56363.02.03 (Cod LMI: CJ-I-m-A-06989.01) | Situl arheologic de la Căianu - "Dijmași" / ansamblu anonim (Categorie: locuire civilă) (Tip: Așezare) | sat Căianu, comuna Căianu            | Dijmași |                                           |                         | 46°47′40″N 23°55′12″E / 46.79438°N 23.91999°E           | Încărcați imagine | Raportați eroare |
| 56363.03.01 (Cod LMI: CJ-I-s-A-06990)    | Așezarea rurală romană de la Căianu - "La Feredeu" / ansamblu anonim (Categorie: locuire civilă) (Tip: Așezare rurală) | sat Căianu, comuna Căianu            | La Feredeu |                                           |                         | 46°46′28″N 23°54′35″E / 46.77448°N 23.90959°E           | Încărcați imagine | Raportați eroare |
| 56489.01.01 (Cod LMI: CJ-I-s-A-06992)    | Așezarea eneolitică de la Călata - "Vârful Glimeii" / ansamblu anonim (Categorie: locuire civilă) (Tip: Așezare) | sat Călata, comuna Călățele          | Vârful Glimeii | Tiszapolgár                               | Șt. Ferenczi 1969       | 46°47′20″N 23°00′20″E / 46.789°N 23.00569°E             | Încărcați imagine | Raportați eroare |
| 56434.01.01 (Cod LMI: CJ-I-s-A-06991)    | Așezarea romană de la Călărași - "Bogat" / ansamblu anonim (Categorie: locuire civilă) (Tip: Așezare) | sat Călărași, comuna Călărași        | Bogat |                                           |                         | 46°29′47″N 23°49′15″E / 46.49638°N 23.82088°E           | Încărcați imagine | Raportați eroare |
| 59158.01.02 (Cod LMI: CJ-I-m-A-06993.03) | Situl arheologic de la Căprioara - "Săliște" / ansamblu anonim (Categorie: locuire civilă) (Tip: Așezare) | sat Căprioara, comuna Recea-Cristur  | Săliște |                                           | 1968                    | 47°06′30″N 23°31′59″E / 47.10822°N 23.53304°E           | Încărcați imagine | Raportați eroare |
| 59158.01.03 (Cod LMI: CJ-I-m-A-06993.02) | Situl arheologic de la Căprioara - "Săliște" / ansamblu anonim (Categorie: locuire civilă) (Tip: Așezare) | sat Căprioara, comuna Recea-Cristur  | Săliște |                                           | 1968                    | 47°06′30″N 23°31′59″E / 47.10822°N 23.53304°E           | Încărcați imagine | Raportați eroare |
| 59158.01.04 (Cod LMI: CJ-I-m-A-06993.01) | Situl arheologic de la Căprioara - "Săliște" / ansamblu anonim (Categorie: locuire civilă) (Tip: Așezare) | sat Căprioara, comuna Recea-Cristur  | Săliște |                                           | 1968                    | 47°06′30″N 23°31′59″E / 47.10822°N 23.53304°E           | Încărcați imagine | Raportați eroare |
| 59158.01.01 (Cod LMI: CJ-I-s-A-06993)    | Situl arheologic de la Căprioara - "Săliște" / ansamblu anonim (Categorie: locuire civilă) (Tip: Așezare) | sat Căprioara, comuna Recea-Cristur  | Săliște |                                           | 1968                    | 47°06′30″N 23°31′59″E / 47.10822°N 23.53304°E           | Încărcați imagine | Raportați eroare |
| 59158.02.01 (Cod LMI: CJ-I-s-A-06994)    | Așezarea Coțofeni de la Căprioara - "Tarnița-Lupoaia" / ansamblu anonim (Categorie: locuire civilă) (Tip: Așezare) | sat Căprioara, comuna Recea-Cristur  | Tarnița-Lupoaia | Coțofeni                                  | 1968                    | 47°06′37″N 23°31′13″E / 47.11033°N 23.52032°E           | Încărcați imagine | Raportați eroare |
| 56577.01.01 (Cod LMI: CJ-I-m-A-06995.02) | Situl arheologic de la Căpușu Mare - "Cânepiște" / ansamblu anonim (Categorie: locuire) (Tip: Așezare) | sat Căpușu Mare, comuna Căpușu Mare  | Cânepiște |                                           |                         | 46°47′11″N 23°18′06″E / 46.7864°N 23.30154°E            | Încărcați imagine | Raportați eroare |
| 56577.01.02 (Cod LMI: CJ-I-m-A-06995.01) | Situl arheologic de la Căpușu Mare - "Cânepiște" / ansamblu anonim (Categorie: locuire) (Tip: Grup de morminte) | sat Căpușu Mare, comuna Căpușu Mare  | Cânepiște | sec. VI d.Hr.                             |                         | 46°47′11″N 23°18′06″E / 46.7864°N 23.30154°E            | Încărcați imagine | Raportați eroare |
| 59782.01.01 (Cod LMI: CJ-I-s-A-07001)    | Așezarea rurală romană de la Ceanu Mic - "Valea Rozelor" / ansamblu anonim (Categorie: locuire civilă) (Tip: Așezare rurală) | sat Ceanu Mic, comuna Tureni         | Valea Rozelor |                                           |                         | 46°38′08″N 23°42′30″E / 46.63559°N 23.70823°E           | Încărcați imagine | Raportați eroare |
| 55295.01.01 (Cod LMI: CJ-I-s-A-07002)    | Așezarea romană de la Cheia / ansamblu anonim (Categorie: locuire civilă) (Tip: Așezare) | sat Cheia, comuna Mihai Viteazu      | |                                           |                         | 46°32′29″N 23°42′45″E / 46.54134°N 23.71254°E           | Încărcați imagine | Raportați eroare |
| 56997.01.01 (Cod LMI: CJ-I-s-A-07004)    | Situl arheologic de la Chinteni - "Dealul Tulgheș" / ansamblu Așezare neolitică(Villa rustica de la Chinteni) (Categorie: locuire civilă) (Tip: Așezare)                                                                        | sat Chinteni, comuna Chinteni        | Dealul Tulgheș | Iclod                                     | D. Alicu, S. Cociș 1988 | 46°50′17″N 23°35′23″E / 46.83814°N 23.58983°E           | Încărcați imagine | Raportați eroare |
| 56997.01.02 (Cod LMI: CJ-I-s-A-07004)    | Situl arheologic de la Chinteni - "Dealul Tulgheș" / ansamblu Așezare eneolitică(Villa rustica de la Chinteni) (Categorie: locuire civilă) (Tip: Așezare)                                                                       | sat Chinteni, comuna Chinteni        | Dealul Tulgheș | Iclod - III                               | D. Alicu, S. Cociș 1988 | 46°50′17″N 23°35′23″E / 46.83814°N 23.58983°E           | Încărcați imagine | Raportați eroare |
| 56997.01.03 (Cod LMI: CJ-I-s-A-07004)    | Situl arheologic de la Chinteni - "Dealul Tulgheș" / ansamblu Villa rustica de la Chinteni(Villa rustica de la Chinteni) (Categorie: locuire civilă) (Tip: Villa rustica)                                                       | sat Chinteni, comuna Chinteni        | Dealul Tulgheș | sec. II - III d.Hr.                       | D. Alicu, S. Cociș 1988 | 46°50′17″N 23°35′23″E / 46.83814°N 23.58983°E           | Încărcați imagine | Raportați eroare |
| 56997.01.04 (Cod LMI: CJ-I-s-A-07004)    | Situl arheologic de la Chinteni - "Dealul Tulgheș" / ansamblu anonim(Villa rustica de la Chinteni) (Categorie: locuire civilă) (Tip: Așezare)                                                                                   | sat Chinteni, comuna Chinteni        | Dealul Tulgheș | sec. IV - VI d.Hr.                        | D. Alicu, S. Cociș 1988 | 46°50′17″N 23°35′23″E / 46.83814°N 23.58983°E           | Încărcați imagine | Raportați eroare |
| 56997.01.05 (Cod LMI: CJ-I-s-A-07004)    | Situl arheologic de la Chinteni - "Dealul Tulgheș" / ansamblu Așezare medievală(Villa rustica de la Chinteni) (Categorie: locuire civilă) (Tip: Așezare)                                                                        | sat Chinteni, comuna Chinteni        | Dealul Tulgheș | sec. IX - XIII d.Hr.                      | D. Alicu, S. Cociș 1988 | 46°50′17″N 23°35′23″E / 46.83814°N 23.58983°E           | Încărcați imagine | Raportați eroare |
| 56997.01.06 (Cod LMI: CJ-I-s-A-07004)    | Situl arheologic de la Chinteni - "Dealul Tulgheș" / ansamblu Așezare dacică(Villa rustica de la Chinteni) (Categorie: locuire civilă) (Tip: bordei)                                                                            | sat Chinteni, comuna Chinteni        | Dealul Tulgheș | dacică sec. I d.Hr.                       | D. Alicu, S. Cociș 1988 | 46°50′17″N 23°35′23″E / 46.83814°N 23.58983°E           | Încărcați imagine | Raportați eroare |
| 56997.02.01 (Cod LMI: CJ-I-s-A-07005)    | Așezarea romană de la Chinteni - "Pustafalău" / ansamblu anonim (Categorie: locuire civilă) (Tip: Villa rustica) | sat Chinteni, comuna Chinteni        | Pustafalău |                                           |                         | 46°50′37″N 23°33′18″E / 46.84365°N 23.55497°E           | Încărcați imagine | Raportați eroare |
| 56309.01.01 (Cod LMI: CJ-I-s-B-07007)    | Așezările preistorice de la Ciumăfaia - "La Măzăriște" / ansamblu anonim (Categorie: locuire civilă) (Tip: Așezare) | sat Ciumăfaia, comuna Borșa          | La Măzăriște |                                           |                         | 46°57′01″N 23°38′14″E / 46.95039°N 23.63711°E           | Încărcați imagine | Raportați eroare |
| 56309.02.01 (Cod LMI: CJ-I-m-B-07008.02) | Situl arheologic de la Ciumăfaia - "Dealul Dombor" / ansamblu anonim (Categorie: locuire civilă) (Tip: Locuire) | sat Ciumăfaia, comuna Borșa          | Dealul Dombor |                                           |                         | 46°57′00″N 23°37′01″E / 46.95011°N 23.61686°E           | Încărcați imagine | Raportați eroare |
| 56309.02.02 (Cod LMI: CJ-I-m-B-07008.01) | Situl arheologic de la Ciumăfaia - "Dealul Dombor" / ansamblu anonim (Categorie: locuire civilă) (Tip: neprecizat) | sat Ciumăfaia, comuna Borșa          | Dealul Dombor |                                           |                         | 46°57′00″N 23°37′01″E / 46.95011°N 23.61686°E           | Încărcați imagine | Raportați eroare |
| 56309.03.01 (Cod LMI: CJ-I-s-A-07009)    | Așezarea rurală romană de la Ciumăfaia - "Păluta" / ansamblu anonim (Categorie: locuire civilă) (Tip: Așezare rurală) | sat Ciumăfaia, comuna Borșa          | Păluta |                                           |                         | 46°57′00″N 23°37′10″E / 46.94997°N 23.61956°E           | Încărcați imagine | Raportați eroare |
| 55712.01.01 (Cod LMI: CJ-I-s-B-06997)    | Tumuli de la Câmpenești - "Măgheruș" / ansamblu anonim (Categorie: descoperire funerară) (Tip: Grup de tumuli) | sat Câmpenești, comuna Apahida       | Măgheruș |                                           |                         | 46°50′58″N 23°40′53″E / 46.84935°N 23.68131°E           | Încărcați imagine | Raportați eroare |
| 55366.01.01 (Cod LMI: CJ-I-s-B-06998)    | Tumuli de la Câmpia Turzii - "Izvorul Fizeș" / ansamblu anonim (Categorie: descoperire funerară) (Tip: Grup de tumuli) | municipiul Câmpia Turzii             | Izvorul Fizeș |                                           |                         |                                                         | Încărcați imagine | Raportați eroare |
| 55366.02.01 (Cod LMI: CJ-I-s-B-06999)    | Tumuli de la Câmpia Turzii - "Izvorul Elecfalva" / ansamblu anonim (Categorie: descoperire funerară) (Tip: Grup de tumuli) | municipiul Câmpia Turzii             | Izvorul Elecfalva |                                           |                         | 46°32′37″N 23°52′46″E / 46.54357°N 23.87958°E           | Încărcați imagine | Raportați eroare |
| 55366.03.01 (Cod LMI: CJ-I-s-B-07000)    | Necropolă avarică de la Câmpia Turzii / ansamblu Necropolă avarică (Categorie: descoperire funerară) (Tip: Necropolă) | municipiul Câmpia Turzii             | | sec. VII d.Hr.                            |                         | 46°32′06″N 23°52′36″E / 46.53507°N 23.87667°E           | Încărcați imagine | Raportați eroare |
| 57369.01.01 (Cod LMI: CJ-I-s-B-07010)    | Așezarea Coțofeni de la Cojocna - "Hăciug" / ansamblu anonim (Categorie: locuire civilă) (Tip: Așezare) | sat Cojocna, comuna Cojocna          | Hăciug și Tăbăriște | Coțofeni                                  |                         | 46°46′04″N 23°50′58″E / 46.76766°N 23.84955°E           | Încărcați imagine | Raportați eroare |
| 57369.02.01 (Cod LMI: CJ-I-s-A-07011)    | Situl arheologic de la Cojocna - "Ghiurbăc" / ansamblu anonim (Categorie: locuire civilă) (Tip: Locuire) | sat Cojocna, comuna Cojocna          | Ghiurbărc |                                           |                         | 46°45′34″N 23°51′06″E / 46.75951°N 23.85175°E           | Încărcați imagine | Raportați eroare |
| 57369.02.02 (Cod LMI: CJ-I-m-A-07011.01) | Situl arheologic de la Cojocna - "Ghiurbăc" / ansamblu anonim (Categorie: locuire civilă) (Tip: Așezare fortificată) | sat Cojocna, comuna Cojocna          | Ghiurbărc | sec. VI d.Hr.                             |                         | 46°45′34″N 23°51′06″E / 46.75951°N 23.85175°E           | Încărcați imagine | Raportați eroare |
| 57369.03.01 (Cod LMI: CJ-I-s-B-07012)    | Tumulii de la Cojocna / ansamblu anonim (Categorie: descoperire funerară) (Tip: Grup de tumuli) | sat Cojocna, comuna Cojocna          | |                                           |                         |                                                         | Încărcați imagine | Raportați eroare |
| 55339.01.01 (Cod LMI: CJ-I-s-A-07015)    | Situl arheologic de la Copăceni - "Cheile Turenilor" / ansamblu anonim (Categorie: locuire civilă) (Tip: Așezare) | sat Copăceni, comuna Săndulești      | Cheile Turenilor | Cheile Turzii - Lumea Nouă                |                         | 46°35′48″N 23°43′46″E / 46.59679°N 23.7295°E            | Încărcați imagine | Raportați eroare |
| 55339.01.02 (Cod LMI: CJ-I-m-A-07015.01) | Situl arheologic de la Copăceni - "Cheile Turenilor" / ansamblu anonim (Categorie: locuire civilă) (Tip: Așezare) | sat Copăceni, comuna Săndulești      | Cheile Turenilor |                                           |                         | 46°35′48″N 23°43′46″E / 46.59679°N 23.7295°E            | Încărcați imagine | Raportați eroare |
| 54984.15.01                              | Situl arheologic medieval de la Cluj-Napoca - "Strada Săvinești" / ansamblu anonim (Categorie: locuire) (Tip: Sit) | municipiul Cluj-Napoca               | Strada Săvinești |                                           |                         |                                                         | Încărcați imagine | Raportați eroare |
| 54984.14.01                              | Necropola romană de la Cluj-Napoca - "Strada Cipariu" / ansamblu anonim (Categorie: descoperire funerară) (Tip: Necropolă) | municipiul Cluj-Napoca               | Strada Cipariu |                                           |                         |                                                         | Încărcați imagine | Raportați eroare |
| 55295.02.01                              | Tumulii din epoca bronzului de la Cheia - "Cheile Turzii" / ansamblu anonim (Categorie: descoperire funerară) (Tip: Grup de tumuli)                                                                                             | sat Cheia, comuna Mihai Viteazu      | Cheile Turzii | Coțofeni                                  |                         |                                                         | Încărcați imagine | Raportați eroare |
| 55339.05.01                              | Situl arheologic de la Copăceni - "La Moară" / ansamblu anonim (Categorie: locuire) (Tip: Așezare) | sat Copăceni, comuna Săndulești      | La Moară |                                           |                         |                                                         | Încărcați imagine | Raportați eroare |
| 55339.05.02                              | Situl arheologic de la Copăceni - "La Moară" / ansamblu anonim (Categorie: locuire) (Tip: Necropolă) | sat Copăceni, comuna Săndulești      | La Moară |                                           |                         |                                                         | Încărcați imagine | Raportați eroare |
| 54984.17.01                              | Casa Bocsay de la Cluj-Napoca / ansamblu Casa Bocskay (Categorie: construcție) (Tip: Casă) | municipiul Cluj-Napoca               | Strada Matei Corvin nr. 4 | sec. XIV-XVIII                            |                         |                                                         | Încărcați imagine | Raportați eroare |
| 54984.17.02                              | Casa Bocsay de la Cluj-Napoca / ansamblu anonim (Categorie: construcție) (Tip: Așezare) | municipiul Cluj-Napoca               | Strada Matei Corvin nr. 4 | Wietenberg                                |                         |                                                         | Încărcați imagine | Raportați eroare |
| 54984.16.01 (Cod LMI: CJ-I-m-B-06921.04) | Orașul roman Napoca - "str. Deleu și Caragiale" / ansamblu anonim (Categorie: locuire civilă) (Tip: Așezare) | municipiul Cluj-Napoca               | Parcul arh. Deleu și Parcul Caragiale, punct str. Deleu și Caragiale                                                                   | sec.II-III d.Hr.                          |                         | 46°46′22″N 23°35′14″E / 46.77269°N 23.58719°E           | Încărcați imagine | Raportați eroare |
| 54984.16.02 (Cod LMI: CJ-I-m-B-06921.01) | Orașul roman Napoca - "str. Deleu și Caragiale" / ansamblu anonim (Categorie: locuire civilă) (Tip: Așezare) | municipiul Cluj-Napoca               | Parcul arh. Deleu și Parcul Caragiale, punct str. Deleu și Caragiale                                                                   | sec. XV-XVII d.Hr.                        |                         | 46°46′22″N 23°35′14″E / 46.77269°N 23.58719°E           | Încărcați imagine | Raportați eroare |
| 54984.16.03 (Cod LMI: CJ-I-m-B-06921.02) | Orașul roman Napoca - "str. Deleu și Caragiale" / ansamblu anonim (Categorie: locuire civilă) (Tip: Zid de incintă) | municipiul Cluj-Napoca               | Parcul arh. Deleu și Parcul Caragiale, punct str. Deleu și Caragiale                                                                   |                                           |                         | 46°46′22″N 23°35′14″E / 46.77269°N 23.58719°E           | Încărcați imagine | Raportați eroare |
| 54984.16.04 (Cod LMI: CJ-I-m-B-06921.03) | Orașul roman Napoca - "str. Deleu și Caragiale" / ansamblu anonim (Categorie: locuire civilă) (Tip: Zid de incintă) | municipiul Cluj-Napoca               | Parcul arh. Deleu și Parcul Caragiale, punct str. Deleu și Caragiale                                                                   |                                           |                         | 46°46′22″N 23°35′14″E / 46.77269°N 23.58719°E           | Încărcați imagine | Raportați eroare |
| 55366.04.02                              | Așezarea romană și medievală de la Câmpia Turzii / ansamblu anonim (Categorie: locuire civilă) (Tip: Așezare) | municipiul Câmpia Turzii             | |                                           |                         |                                                         | Încărcați imagine | Raportați eroare |
| 55366.04.02                              | Așezarea romană și medievală de la Câmpia Turzii / complex Bordeiul 1 (Categorie: locuire civilă) (Tip: bordei) | municipiul Câmpia Turzii             | |                                           |                         |                                                         | Încărcați imagine | Raportați eroare |
| 55366.04.02                              | Așezarea romană și medievală de la Câmpia Turzii / complex Bordeiul 2 (Categorie: locuire civilă) (Tip: bordei) | municipiul Câmpia Turzii             | |                                           |                         |                                                         | Încărcați imagine | Raportați eroare |
| 55366.04.01                              | Așezarea romană și medievală de la Câmpia Turzii / ansamblu anonim (Categorie: locuire civilă) (Tip: Așezare) | municipiul Câmpia Turzii             | |                                           |                         |                                                         | Încărcați imagine | Raportați eroare |
| 56997.03.02 (Cod LMI: CJ-I-m-A-07006.02) | Situl arheologic de la Chinteni - "Polog" / ansamblu anonim (Categorie: locuire civilă) (Tip: Villa rustica) | sat Chinteni, comuna Chinteni        | Polog |                                           |                         | 46°51′33″N 23°33′22″E / 46.85927°N 23.55611°E           | Încărcați imagine | Raportați eroare |
| 56997.03.03 (Cod LMI: CJ-I-m-A-07006.01) | Situl arheologic de la Chinteni - "Polog" / ansamblu anonim (Categorie: locuire civilă) (Tip: Așezare) | sat Chinteni, comuna Chinteni        | Polog | sec. XII - XIV d.Hr.                      |                         | 46°51′33″N 23°33′22″E / 46.85927°N 23.55611°E           | Încărcați imagine | Raportați eroare |
| 56997.03.01 (Cod LMI: CJ-I-m-A-07006.03) | Situl arheologic de la Chinteni - "Polog" / ansamblu anonim (Categorie: locuire civilă) (Tip: Locuire) | sat Chinteni, comuna Chinteni        | Polog | Iclod                                     |                         | 46°51′33″N 23°33′22″E / 46.85927°N 23.55611°E           | Încărcați imagine | Raportați eroare |
| 56531.01                                 | Așezarea neolitică de la Cămărașu / ansamblu anonim (Categorie: locuire civilă) (Tip: Așezare) | sat Cămărașu, comuna Cămărașu        | | Iclod                                     |                         |                                                         | Încărcați imagine | Raportați eroare |
| 56489.02.01                              | Așezări neolitice la Călata - "Lunca" / ansamblu anonim (Categorie: locuire civilă) (Tip: Așezare) | sat Călata, comuna Călățele          | Lunca |                                           |                         | 46°48′24″N 22°59′38″E / 46.80667°N 22.9938°E            | Încărcați imagine | Raportați eroare |
| 57323.01.01                              | Așezarea de la Cățcău / ansamblu anonim (Categorie: locuire civilă) (Tip: Așezare) | sat Câțcău, comuna Câțcău            | | Tiszapolgár-Românești                     |                         |                                                         | Încărcați imagine | Raportați eroare |
| 58507.01                                 | Obiect neolitic la Ciuleni (Categorie: descoperire izolată) (Tip: obiect izolat) | sat Ciuleni, comuna Mărgău           | |                                           |                         |                                                         | Încărcați imagine | Raportați eroare |
| 55124.01                                 | Topor neolitic la Codor (Categorie: descoperire izolată) (Tip: obiect izolat) | sat Codor, comuna Jichișu de Jos     | |                                           |                         |                                                         | Încărcați imagine | Raportați eroare |
| 57369.04.01                              | Așezarea neolitică de la Cojocna - "Dealul Morilor" / ansamblu anonim (Categorie: locuire civilă) (Tip: Așezare) | sat Cojocna, comuna Cojocna          | Dealul Morilor |                                           |                         |                                                         | Încărcați imagine | Raportați eroare |
| 57369.05                                 | Topor neolitic la Cojocna - "Larga" (Categorie: descoperire izolată) (Tip: obiect izolat) | sat Cojocna, comuna Cojocna          | Larga |                                           |                         |                                                         | Încărcați imagine | Raportați eroare |
| 59167.01                                 | Așezarea de la Ciubanca - "Valea Popii" / ansamblu anonim (Categorie: locuire civilă) | sat Ciubanca, comuna Recea-Cristur   | Valea Popii |                                           |                         | 47°09′08″N 23°34′07″E / 47.15234°N 23.56862°E           | Încărcați imagine | Raportați eroare |
| 59167.01.01                              | Așezarea de la Ciubanca - "Valea Popii" / ansamblu anonim (Categorie: locuire civilă) (Tip: Așezare) | sat Ciubanca, comuna Recea-Cristur   | Valea Popii |                                           |                         | 47°09′08″N 23°34′07″E / 47.15234°N 23.56862°E           | Încărcați imagine | Raportați eroare |
| 59176.01.01                              | Așezarea de la Ciubăncuța - "În față" / ansamblu anonim (Categorie: locuire civilă) (Tip: Așezare) | sat Ciubăncuța, comuna Recea-Cristur | În Față |                                           |                         |                                                         | Încărcați imagine | Raportați eroare |
| 55721.01.01 (Cod LMI: CJ-I-s-A-07021)    | Așezarea de la Corpadea - "Ciungui" / ansamblu anonim (Categorie: locuire civilă) (Tip: Așezare) | sat Corpadea, comuna Apahida         | Ciungui | Bodrogkeresztur                           | 1901                    | 46°47′41″N 23°49′15″E / 46.79463°N 23.82079°E           | Încărcați imagine | Raportați eroare |
| 55721.01.02 (Cod LMI: CJ-I-s-A-07021)    | Așezarea de la Corpadea - "Ciungui" / ansamblu anonim (Categorie: locuire civilă) (Tip: Așezare) | sat Corpadea, comuna Apahida         | Ciungui | Turdaș                                    | 1901                    | 46°47′41″N 23°49′15″E / 46.79463°N 23.82079°E           | Încărcați imagine | Raportați eroare |
| 57458.01.01                              | Așezarea neolitică de la Cornești - "Cubleș", "La Față", "Cetate" / ansamblu anonim (Categorie: locuire civilă) (Tip: Așezare)                                                                                                  | sat Cornești, comuna Cornești        | Cubleș, La Față, Cetate | Iclod                                     |                         | 47°02′27″N 23°39′41″E / 47.04076°N 23.66152°E           | Încărcați imagine | Raportați eroare |
| 55295.03.01                              | Așezarea de la Cheia - "Cabană", "Poteca spre Săndulești" / ansamblu anonim (Categorie: locuire civilă) (Tip: Așezare) | sat Cheia, comuna Mihai Viteazu      | Cabană, Poteca spre Săndulești |                                           |                         |                                                         | Încărcați imagine | Raportați eroare |
| 55295.04.01                              | Așezări Petrești la Cheia - Peșterile Balica Mare, Feciorilor, Ruseștilor, Hornarilor, Binder, Ungurească, Romboidală, Balica Mică, Morarilor, Călăștur, La Cuptor / ansamblu anonim (Categorie: locuire civilă) (Tip: Așezare) | sat Cheia, comuna Mihai Viteazu      | Peșterile Balica Mare, Feciorilor, Ruseștilor, Hornarilor, Binder, Ungurească, Romboidală, Balica Mică, Morarilor, Călăștur, La Cuptor | Petrești                                  |                         |                                                         | Încărcați imagine | Raportați eroare |
| 55295.05.01                              | Așezarea eneolitică de la Cheia - Peșterile Balica Mare, Pitică, Feciorilor, Ascunsă, Binder, Ungurească, Balica Mică, Morarilor, Călăștur, La Cuptor / ansamblu anonim (Categorie: locuire civilă) (Tip: Așezare)              | sat Cheia, comuna Mihai Viteazu      | Peșterile Balica Mare, Pitică, Feciorilor, Ascunsă, Binder, Ungurească,Balica Mică, Morarilor, Călăștur, La Cuptor                     | Cluj - Cheile Turzii - Lumea Nouă - Iclod |                         |                                                         | Încărcați imagine | Raportați eroare |
| 58883.01.01                              | Așezări ne-eneolitice la Cubleșu Someșan / ansamblu anonim (Categorie: locuire civilă) (Tip: Așezare) | sat Cubleșu Someșan, comuna Panticeu | Labu Ghilanii, Puszta, Gropa Fântânii de Piatră, Csatorna                                                                              |                                           |                         | 47°02′56″N 23°37′26″E / 47.04897°N 23.62401°E           | Încărcați imagine | Raportați eroare |
| 58669.01.01                              | Așezarea de la Crișeni - "La Hodăi" / ansamblu anonim (Categorie: locuire civilă) (Tip: Așezare) | sat Crișeni, comuna Mociu            | La Hodăi | Iclod                                     |                         | 46°45′32″N 24°02′28″E / 46.75887°N 24.04102°E           | Încărcați imagine | Raportați eroare |
| 55071.01.01 (Cod LMI: CJ-I-s-A-07024)    | Așezarea neolitică de la Cuzdrioara - "Cimitirul Reformat" / ansamblu anonim (Categorie: locuire civilă) (Tip: Așezare) | sat Cuzdrioara, comuna Cuzdrioara    | ., punct Cimitirul Reformat | Iclod                                     | 1944                    | 47°10′07″N 23°54′51″E / 47.16849°N 23.91423°E           | Încărcați imagine | Raportați eroare |
| 54984.204.01                             | Mormântul de la Cluj-Napoca - "Strada Memorandumului" / ansamblu anonim (Categorie: descoperire funerară) (Tip: Mormânt) | municipiul Cluj-Napoca               | Strada Memorandumului, punct Strada Memorandumului                                                                                     | Starčevo - Criș                           | 1961                    |                                                         | Încărcați imagine | Raportați eroare |
| 54984.19.01                              | Așezarea neolitică de la Cluj - "Izvorul Sf. Ioan" / ansamblu anonim (Categorie: locuire civilă) (Tip: Așezare) | municipiul Cluj-Napoca               | Izvorul Sf. Ioan | Herpaly - Csoszahalom                     |                         |                                                         | Încărcați imagine | Raportați eroare |
| 54984.20.01                              | Situl arheologic de la Cluj - "Piața Unirii" / ansamblu anonim (Categorie: locuire civilă) (Tip: Așezare) | municipiul Cluj-Napoca               | Piața Unirii | Cluj - Cheile Turzii - Lumea Nouă - Iclod |                         |                                                         | Încărcați imagine | Raportați eroare |
| 54984.20.02                              | Situl arheologic de la Cluj - "Piața Unirii" / ansamblu anonim (Categorie: locuire civilă) (Tip: Așezare) | municipiul Cluj-Napoca               | Piața Unirii |                                           |                         |                                                         | Încărcați imagine | Raportați eroare |
| 54984.20.03                              | Situl arheologic de la Cluj - "Piața Unirii" / ansamblu castrum Clus (Categorie: locuire civilă) (Tip: așezare fortificată) | municipiul Cluj-Napoca               | Piața Unirii | sec. XIII d.Hr.                           |                         |                                                         | Încărcați imagine | Raportați eroare |
| 54984.21.01                              | Așezarea neolitică de la Cluj / ansamblu anonim (Categorie: locuire civilă) (Tip: Așezare) | municipiul Cluj-Napoca               | | Cluj - Cheile Turzii - Lumea Nouă - Iclod |                         |                                                         | Încărcați imagine | Raportați eroare |
| 54984.22.01                              | Așezarea neolitică de la Cluj - "Baba Novac" / ansamblu anonim (Categorie: locuire civilă) (Tip: Așezare) | municipiul Cluj-Napoca               | Baba Novac | Cluj - Cheile Turzii - Lumea Nouă - Iclod | 1985-1986               |                                                         | Încărcați imagine | Raportați eroare |
| 54984.10.01 (Cod LMI: CJ-I-m-B-06924.02) | Cetatea medievală de la Cluj-Napoca - "Mănăștur" / ansamblu anonim (Categorie: locuire) (Tip: Cetate de pământ) | municipiul Cluj-Napoca               | Mănăștur | IX - XI d.Hr.                             |                         |                                                         | Încărcați imagine | Raportați eroare |
| 54984.10.02 (Cod LMI: CJ-I-m-B-06924.01) | Cetatea medievală de la Cluj-Napoca - "Mănăștur" / ansamblu Ruinele bisericii medievale (Categorie: locuire) (Tip: biserică) | municipiul Cluj-Napoca               | Mănăștur | IX - XI d.Hr.                             |                         |                                                         | Încărcați imagine | Raportați eroare |
| 54984.144.01 (Cod LMI: CJ-II-a-A-07240)  | Cetățuia de la Cluj-Napoca - "Cetățuia" / ansamblu Cetățuia (Categorie: fortificație) (Tip: fortificație) | municipiul Cluj-Napoca               | Cetățuia | sec. XVIII                                |                         | 46°46′31″N 23°35′00″E / 46.77538°N 23.58343°E           | Încărcați imagine | Raportați eroare |
| 54984.143 (Cod LMI: CJ-II-a-A-07241)     | Zid de apărare de la Cluj-Napoca - "Strada G. Barițiu" / ansamblu anonim (Categorie: fortificație) | municipiul Cluj-Napoca               | Strada George Barițiu 25, punct Strada G. Barițiu                                                                                      |                                           |                         |                                                         | Încărcați imagine | Raportați eroare |
| 54984.23.01 (Cod LMI: CJ-II-m-B-07268)   | Cazarmă de la Cluj-Napoca / ansamblu Cazarmă (Categorie: construcție) (Tip: Ansamblu clădiri) | municipiul Cluj-Napoca               | Bulevadrul 21 decembrie 1989 106 | sec. XVIII                                |                         |                                                         | Încărcați imagine | Raportați eroare |
| 54984.96 (Cod LMI: CJ-II-m-A-07271)      | Bastionul Croitorilor de la Cluj-Napoca / ansamblu anonim (Categorie: fortificație) | municipiul Cluj-Napoca               | Strada Baba Novac 35 |                                           |                         | 46°46′05″N 23°35′51″E / 46.7680702209°N 23.5974731445°E | Încărcați imagine | Raportați eroare |
| 54984.77 (Cod LMI: CJ-II-a-A-07242)      | Zid de apărare de la Cluj-Napoca - Strada Avram Iancu 13 - 15 / ansamblu anonim (Categorie: fortificație) | municipiul Cluj-Napoca               | Strada Avram Iancu 13 - 15, punct Strada Avram Iancu 13 - 15                                                                           |                                           |                         | 46°46′01″N 23°35′15″E / 46.7669372559°N 23.5874481201°E | Încărcați imagine | Raportați eroare |
| 54984.84                                 | Turnul Zidarilor de la Cluj-Napoca / ansamblu anonim (Categorie: fortificație) | municipiul Cluj-Napoca               | Str. Avram Iancu 17 - Str. Mihail Kogălniceanu 10                                                                                      |                                           |                         |                                                         | Încărcați imagine | Raportați eroare |
| 54984.102 (Cod LMI: CJ-II-a-A-07241)     | Zid de apărare de la Cluj-Napoca - Strada Emil Isac / ansamblu anonim (Categorie: fortificație) | municipiul Cluj-Napoca               | Strada Emil Isac 10, punct Strada Emil Isac                                                                                            |                                           |                         |                                                         | Încărcați imagine | Raportați eroare |
| 54984.82.01                              | Situl Bisericii reformate "Mathias" din Cluj-Napoca - "Ulița Lupilor" / ansamblu Biserica "Matias" (Categorie: structură de cult/religioasă) (Tip: Biserică)                                                                    | municipiul Cluj-Napoca               | Strada Mihail Kogălniceanu, punct Ulița Lupilor                                                                                        | 1486 - 1494; 1638-1647                    |                         |                                                         | Încărcați imagine | Raportați eroare |
| 54984.82.02                              | Situl Bisericii reformate "Mathias" din Cluj-Napoca - "Ulița Lupilor" / ansamblu anonim (Categorie: structură de cult/religioasă) (Tip: Claustru)                                                                               | municipiul Cluj-Napoca               | Strada Mihail Kogălniceanu, punct Ulița Lupilor                                                                                        | 1516-1603                                 |                         |                                                         | Încărcați imagine | Raportați eroare |
| 54984.82.03                              | Situl Bisericii reformate "Mathias" din Cluj-Napoca - "Ulița Lupilor" / ansamblu anonim (Categorie: structură de cult/religioasă) (Tip: Turn)                                                                                   | municipiul Cluj-Napoca               | Strada Mihail Kogălniceanu, punct Ulița Lupilor                                                                                        | 1622                                      |                         |                                                         | Încărcați imagine | Raportați eroare |
| 54984.78.01 (Cod LMI: CJ-II-m-A-07375)   | Palatul Teleki de la Cluj-Napoca / ansamblu Palatul Teleki (Categorie: construcție) (Tip: Palat) | municipiul Cluj-Napoca               | Strada Mihail Kogălniceanu 7 | 1790 - 1795                               |                         |                                                         | Încărcați imagine | Raportați eroare |
| 54984.192.01 (Cod LMI: CJ-II-m-B-07434)  | Palatul Mikes de la Cluj-Napoca / ansamblu Palatul Mikes (Categorie: construcție) (Tip: Palat) | municipiul Cluj-Napoca               | Piața Muzeului 4 | sec. XVIII                                |                         |                                                         | Încărcați imagine | Raportați eroare |
| 54984.182 (Cod LMI: CJ-II-a-A-07241)     | Zid de apărare de la Cluj-Napoca - Strada Petroșani 3-13 / ansamblu anonim (Categorie: fortificație) | municipiul Cluj-Napoca               | Strada Petroșani 3 - 13, punct Strada Petroșani 3-13                                                                                   |                                           |                         | 46°46′15″N 23°35′19″E / 46.77078°N 23.58874°E           | Încărcați imagine | Raportați eroare |
| 54984.200 (Cod LMI: CJ-II-a-A-07241)     | Zid de apărare de la Cluj-Napoca - Strada Petroșani / ansamblu anonim (Categorie: fortificație) | municipiul Cluj-Napoca               | Strada Petroșani 21 - 23 |                                           |                         | 46°46′13″N 23°35′14″E / 46.77031°N 23.58724°E           | Încărcați imagine | Raportați eroare |
| 54984.186 (Cod LMI: CJ-II-a-A-07242)     | Zid de apărare de la Cluj-Napoca - Strada Potaissa / ansamblu anonim (Categorie: fortificație) | municipiul Cluj-Napoca               | Strada Potaissa, punct Strada Potaissa                                                                                                 |                                           |                         | 46°46′01″N 23°35′15″E / 46.7669372559°N 23.5874481201°E | Încărcați imagine | Raportați eroare |
| 54984.188 (Cod LMI: CJ-II-m-A-07242.01)  | Bastionul Postăvarilor de la Cluj-Napoca - Strada Avram Iancu 9 / ansamblu anonim (Categorie: fortificație) | municipiul Cluj-Napoca               | Strada Avram Iancu 9, punct Strada Avram Iancu 9                                                                                       |                                           |                         |                                                         | Încărcați imagine | Raportați eroare |
| 54984.196 (Cod LMI: CJ-II-m-A-07242.02)  | Bastionul Cizmarilor de la Cluj-Napoca - Strada Avram Iancu 13 / ansamblu anonim (Categorie: fortificație) | municipiul Cluj-Napoca               | Strada Avram Iancu 13, punct Strada Avram Iancu 13                                                                                     |                                           |                         |                                                         | Încărcați imagine | Raportați eroare |
| 54984.197                                | Zid de apărare de la Cluj-Napoca - Strada Săvinești / ansamblu anonim (Categorie: fortificație) | municipiul Cluj-Napoca               | Strada Săvinești 2 |                                           |                         |                                                         | Încărcați imagine | Raportați eroare |
| 54984.181 (Cod LMI: CJ-II-m-A-07242.03)  | Turnul Pompierilor de la Cluj-Napoca - Strada Tipografiei 17 / ansamblu anonim (Categorie: fortificație) | municipiul Cluj-Napoca               | Strada Tipografiei 17, punct Strada Tipografiei 17                                                                                     |                                           |                         |                                                         | Încărcați imagine | Raportați eroare |
| 54984.159.01 (Cod LMI: CJ-II-m-A-07469)  | Situl bisericii reformate medievale "Sf. Mihail" Cluj-Napoca - Piața Unirii / ansamblu anonim (Categorie: structură de cult/religioasă) (Tip: Biserică)                                                                         | municipiul Cluj-Napoca               | Piața Unirii | 1350 - 1480                               |                         |                                                         | Încărcați imagine | Raportați eroare |
| 54984.159.02 (Cod LMI: CJ-II-m-A-07469)  | Situl bisericii reformate medievale "Sf. Mihail" Cluj-Napoca - Piața Unirii / ansamblu anonim (Categorie: structură de cult/religioasă) (Tip: Turn)                                                                             | municipiul Cluj-Napoca               | Piața Unirii | sec. XV-XVII, sec. XIX                    |                         |                                                         | Încărcați imagine | Raportați eroare |
| 54984.147 (Cod LMI: CJ-II-m-B-07475)     | Casă de la Cluj-Napoca - Piața Unirii nr. 6 / ansamblu anonim (Categorie: construcție) | municipiul Cluj-Napoca               | Piața Unirii 6, punct Piața Unirii nr. 6                                                                                               |                                           |                         |                                                         | Încărcați imagine | Raportați eroare |
| 54984.147.01 (Cod LMI: CJ-II-m-B-07475)  | Casă de la Cluj-Napoca - Piața Unirii nr. 6 / ansamblu anonim (Categorie: construcție) (Tip: Casă) | municipiul Cluj-Napoca               | Piața Unirii 6, punct Piața Unirii nr. 6                                                                                               |                                           |                         |                                                         | Încărcați imagine | Raportați eroare |
| 54984.173.05 (Cod LMI: CJ-II-m-A-07497)  | Muzeul de Artă - Palatul Banffy de la Cluj-Napoca / ansamblu Palatul Banffy (Categorie: construcție) (Tip: Palat) | municipiul Cluj-Napoca               | Piața Unirii 30, punct Muzeul de Artă                                                                                                  | 1774 - 1785                               |                         | 46°46′14″N 23°35′27″E / 46.77056°N 23.59083°E           | Încărcați imagine | Raportați eroare |
| 54984.173.01 (Cod LMI: CJ-II-m-A-07497)  | Muzeul de Artă - Palatul Banffy de la Cluj-Napoca / ansamblu anonim (Categorie: construcție) (Tip: așezare) | municipiul Cluj-Napoca               | Piața Unirii 30, punct Muzeul de Artă                                                                                                  | Cluj - Cheile Turzii - Lumea Nouă - Iclod |                         | 46°46′14″N 23°35′27″E / 46.77056°N 23.59083°E           | Încărcați imagine | Raportați eroare |
| 54984.173.02 (Cod LMI: CJ-II-m-A-07497)  | Muzeul de Artă - Palatul Banffy de la Cluj-Napoca / ansamblu Orașul roman Napoca (Categorie: construcție) (Tip: așezare) | municipiul Cluj-Napoca               | Piața Unirii 30, punct Muzeul de Artă                                                                                                  | sec. II-III d.Hr.                         |                         | 46°46′14″N 23°35′27″E / 46.77056°N 23.59083°E           | Încărcați imagine | Raportați eroare |
| 54984.173.03 (Cod LMI: CJ-II-m-A-07497)  | Muzeul de Artă - Palatul Banffy de la Cluj-Napoca / ansamblu Orașul roman Napoca (Categorie: construcție) (Tip: Drum) | municipiul Cluj-Napoca               | Piața Unirii 30, punct Muzeul de Artă                                                                                                  | sec. II-III d.Hr.                         |                         | 46°46′14″N 23°35′27″E / 46.77056°N 23.59083°E           | Încărcați imagine | Raportați eroare |
| 54984.173.04 (Cod LMI: CJ-II-m-A-07497)  | Muzeul de Artă - Palatul Banffy de la Cluj-Napoca / ansamblu anonim (Categorie: construcție) (Tip: așezare) | municipiul Cluj-Napoca               | Piața Unirii 30, punct Muzeul de Artă                                                                                                  | sec. XI-XVII d.Hr.                        |                         | 46°46′14″N 23°35′27″E / 46.77056°N 23.59083°E           | Încărcați imagine | Raportați eroare |
| 56693.01.01 (Cod LMI: CJ-II-m-B-07576)   | Castelul Haller de la Coplean / ansamblu Castelul Haller (Categorie: construcție) (Tip: Castel) | sat Coplean, comuna Cășeiu           | 87 | sec. XVIII                                |                         | 47°12′00″N 23°50′02″E / 47.1998916667°N 23.8337805556°E | Încărcați imagine | Raportați eroare |
| 54984.18.01                              | Situl arheologic la Cluj-Napoca - Piața Avram Iancu nr. 3 / ansamblu anonim (Categorie: neprecizată) (Tip: Așezare) | municipiul Cluj-Napoca               | Piața Avram Iancu nr. 3, punct Piața Avram Iancu nr. 3                                                                                 |                                           |                         | 46°46′17″N 23°35′45″E / 46.77139°N 23.59583°E           | Încărcați imagine | Raportați eroare |
| 54984.18.02                              | Situl arheologic la Cluj-Napoca - Piața Avram Iancu nr. 3 / ansamblu anonim (Categorie: neprecizată) (Tip: Așezare urbană) | municipiul Cluj-Napoca               | Piața Avram Iancu nr. 3, punct Piața Avram Iancu nr. 3                                                                                 |                                           |                         | 46°46′17″N 23°35′45″E / 46.77139°N 23.59583°E           | Încărcați imagine | Raportați eroare |
| 54984.204.03                             | Situl arheologic la Cluj-Napoca - Piața Avram Iancu nr. 3 / ansamblu anonim (Categorie: neprecizată) (Tip: Așezare urbană) | municipiul Cluj-Napoca               | Piața Avram Iancu nr. 3, punct Piața Avram Iancu nr. 3                                                                                 |                                           |                         | 46°46′17″N 23°35′45″E / 46.77139°N 23.59583°E           | Încărcați imagine | Raportați eroare |
| 54984.204.04                             | Situl arheologic la Cluj-Napoca - Piața Avram Iancu nr. 3 / ansamblu anonim (Categorie: neprecizată) (Tip: Necropolă plană) | municipiul Cluj-Napoca               | Piața Avram Iancu nr. 3, punct Piața Avram Iancu nr. 3                                                                                 | sec. XVII-XVIII d.Hr.                     |                         | 46°46′17″N 23°35′45″E / 46.77139°N 23.59583°E           | Încărcați imagine | Raportați eroare |
| 54984.204.05                             | Situl arheologic la Cluj-Napoca - Piața Avram Iancu nr. 3 / ansamblu anonim (Categorie: neprecizată) (Tip: Așezare urbană) | municipiul Cluj-Napoca               | Piața Avram Iancu nr. 3, punct Piața Avram Iancu nr. 3                                                                                 |                                           |                         | 46°46′17″N 23°35′45″E / 46.77139°N 23.59583°E           | Încărcați imagine | Raportați eroare |
| 57234.01.01                              | Situl arheologic de la Ciurila - autostrada Borș-Brașov, tronson 2B, km. 32.600-32.900 / ansamblu anonim (Categorie: locuire civilă) (Tip: Așezare)                                                                             | sat Ciurila, comuna Ciurila          | La Cruce, km. 32.600-32.900 |                                           |                         |                                                         | Încărcați imagine | Raportați eroare |
| 57234.01.02                              | Situl arheologic de la Ciurila - autostrada Borș-Brașov, tronson 2B, km. 32.600-32.900 / ansamblu anonim (Categorie: locuire civilă) (Tip: Așezare)                                                                             | sat Ciurila, comuna Ciurila          | La Cruce, km. 32.600-32.900 |                                           |                         |                                                         | Încărcați imagine | Raportați eroare |
| 57234.02.01                              | Situl arheologic de la Ciurila - autostrada Borș-Brașov, tronson 2B, km La Tăieturi Km 34.100-34.500 / ansamblu anonim (Categorie: locuire civilă) (Tip: Așezare)                                                               | sat Ciurila, comuna Ciurila          | La Tăieturi Km 34.100-34.500 |                                           |                         |                                                         | Încărcați imagine | Raportați eroare |
| 54984.205.01                             | Așezarea hallstatiană fortificată de la Cluj - Strada Câmpului FN / ansamblu anonim (Categorie: locuire civilă) (Tip: Așezare fortificată)                                                                                      | municipiul Cluj-Napoca               | Strada Câmpului FN, punct Strada Câmpului FN                                                                                           | cca. 1000 î.Hr.                           |                         | 46°45′34″N 23°33′48″E / 46.75945°N 23.56333°E           | Încărcați imagine | Raportați eroare |
| 54984.205.02                             | Așezarea hallstatiană fortificată de la Cluj - Strada Câmpului FN / ansamblu anonim (Categorie: locuire civilă) (Tip: așezare)                                                                                                  | municipiul Cluj-Napoca               | Strada Câmpului FN, punct Strada Câmpului FN                                                                                           | sec. IV-VI d.Hr.                          |                         | 46°45′34″N 23°33′48″E / 46.75945°N 23.56333°E           | Încărcați imagine | Raportați eroare |
| 54984.41.01 (Cod LMI: CJ-I-m-B-06929.02) | Situl arheologic de la Cluj - Strada Corneliu Coposu / ansamblu anonim (Categorie: descoperire funerară) (Tip: Necropolă) | municipiul Cluj-Napoca               | Strada Corneliu Coposu, punct Strada Corneliu Coposu                                                                                   |                                           |                         | 46°47′08″N 23°34′07″E / 46.78569°N 23.56851°E           | Încărcați imagine | Raportați eroare |
| 57369.06.01 (Cod LMI: CJ-I-s-A-07013)    | Așezarea preistorică de la Cojocna - "Cetate" / ansamblu anonim (Categorie: așezare) (Tip: Așezare) | sat Cojocna, comuna Cojocna          | Cetate |                                           |                         | 46°45′56″N 23°51′52″E / 46.76543°N 23.86445°E           | Încărcați imagine | Raportați eroare |
| 59791.01.01 (Cod LMI: CJ-I-s-B-07014)    | Tumulii preistorici de la Comșești - "Castăi" / ansamblu anonim (Categorie: descoperire funerară) (Tip: Tumul) | sat Comșești, comuna Tureni          | Castăi |                                           |                         | 46°38′14″N 23°39′54″E / 46.63736°N 23.66499°E           | Încărcați imagine | Raportați eroare |
| 55339.03.03 (Cod LMI: CJ-I-m-B-07016.01) | Situl arheologic de la Copăceni - "Ciurgău" / ansamblu anonim (Categorie: locuire) (Tip: Așezare) | sat Copăceni, comuna Săndulești      | Ciurgău |                                           |                         |                                                         | Încărcați imagine | Raportați eroare |
| 55339.03.02 (Cod LMI: CJ-I-m-B-07016.02) | Situl arheologic de la Copăceni - "Ciurgău" / ansamblu anonim (Categorie: locuire) (Tip: Așezare) | sat Copăceni, comuna Săndulești      | Ciurgău |                                           |                         |                                                         | Încărcați imagine | Raportați eroare |
| 55339.03.01 (Cod LMI: CJ-I-m-B-07016.03) | Situl arheologic de la Copăceni - "Ciurgău" / ansamblu anonim (Categorie: locuire) (Tip: Așezare) | sat Copăceni, comuna Săndulești      | Ciurgău | Coțofeni                                  |                         |                                                         | Încărcați imagine | Raportați eroare |
| 55339.04.01 (Cod LMI: CJ-I-s-B-07017)    | Tumulii de la Copăceni - "Dăbăgău" / ansamblu anonim (Categorie: descoperire funerară) (Tip: Grup de tumuli) | sat Copăceni, comuna Săndulești      | Dăbăgău |                                           |                         |                                                         | Încărcați imagine | Raportați eroare |
| 55339.02.01 (Cod LMI: CJ-I-s-A-07018)    | Situl arheologic de la Copăceni-vest / ansamblu anonim (Categorie: locuire) (Tip: Așezare) | sat Copăceni, comuna Săndulești      | Copăceni-vest |                                           |                         | 46°35′29″N 23°44′43″E / 46.59133°N 23.74514°E           | Încărcați imagine | Raportați eroare |
| 55339.02.02 (Cod LMI: CJ-I-m-A-07018.02) | Situl arheologic de la Copăceni-vest / ansamblu anonim (Categorie: locuire) (Tip: Apeduct) | sat Copăceni, comuna Săndulești      | Copăceni-vest |                                           |                         | 46°35′29″N 23°44′43″E / 46.59133°N 23.74514°E           | Încărcați imagine | Raportați eroare |
| 55302.02.02 (Cod LMI: CJ-I-m-B-07020.01) | Situl arheologic de la Cornești - pe partea stângă a pârâului Hășdate / ansamblu anonim (Categorie: locuire) (Tip: Așezare) | sat Cornești, comuna Mihai Viteazu   | |                                           |                         |                                                         | Încărcați imagine | Raportați eroare |
| 55302.02.01 (Cod LMI: CJ-I-m-B-07020.02) | Situl arheologic de la Cornești - pe partea stângă a pârâului Hășdate / ansamblu anonim (Categorie: locuire) (Tip: Așezare) | sat Cornești, comuna Mihai Viteazu   | | Sighișoara - Wietenberg                   |                         |                                                         | Încărcați imagine | Raportați eroare |
| 57966.01.01 (Cod LMI: CJ-I-s-B-07019)    | Așezarea preistorică de la Cornești - "Movila Straje" / ansamblu anonim (Categorie: locuire) (Tip: Așezare) | sat Cornești, comuna Gârbău          | Movila Strajei |                                           |                         |                                                         | Încărcați imagine | Raportați eroare |
| 55721.02.02 (Cod LMI: CJ-I-m-B-07022.01) | Situl arheologic de la Corpadea - intravilan / ansamblu anonim (Categorie: așezare) (Tip: Așezare) | sat Corpadea, comuna Apahida         | Intravilan |                                           |                         |                                                         | Încărcați imagine | Raportați eroare |
| 55721.02.01 (Cod LMI: CJ-I-m-B-07022.02) | Situl arheologic de la Corpadea - intravilan / ansamblu anonim (Categorie: așezare) (Tip: Așezare) | sat Corpadea, comuna Apahida         | Intravilan |                                           |                         |                                                         | Încărcați imagine | Raportați eroare |
| 58883.02.04 (Cod LMI: CJ-I-m-A-07023.01) | Situl arheologic de la Cubleul Someșan - "Viile Pustii" / ansamblu anonim (Categorie: locuire) (Tip: Așezare) | sat Cubleșu Someșan, comuna Panticeu | Viile Pustii |                                           |                         | 47°03′14″N 23°37′17″E / 47.05383°N 23.62147°E           | Încărcați imagine | Raportați eroare |
| 58883.02.03 (Cod LMI: CJ-I-m-A-07023.02) | Situl arheologic de la Cubleul Someșan - "Viile Pustii" / ansamblu anonim (Categorie: locuire) (Tip: Așezare) | sat Cubleșu Someșan, comuna Panticeu | Viile Pustii |                                           |                         | 47°03′14″N 23°37′17″E / 47.05383°N 23.62147°E           | Încărcați imagine | Raportați eroare |
| 58883.02.02 (Cod LMI: CJ-I-m-A-07023.03) | Situl arheologic de la Cubleul Someșan - "Viile Pustii" / ansamblu anonim (Categorie: locuire) (Tip: Așezare) | sat Cubleșu Someșan, comuna Panticeu | Viile Pustii | Coțofeni                                  |                         | 47°03′14″N 23°37′17″E / 47.05383°N 23.62147°E           | Încărcați imagine | Raportați eroare |
| 58883.02.01 (Cod LMI: CJ-I-m-A-07023.04) | Situl arheologic de la Cubleul Someșan - "Viile Pustii" / ansamblu anonim (Categorie: locuire) (Tip: Așezare) | sat Cubleșu Someșan, comuna Panticeu | Viile Pustii |                                           |                         | 47°03′14″N 23°37′17″E / 47.05383°N 23.62147°E           | Încărcați imagine | Raportați eroare |
| 54984.24.01                              | Locuirea medievală de la Cluj - "Piața Unirii nr. 6" / ansamblu anonim (Categorie: locuire civilă) (Tip: Așezare) | municipiul Cluj-Napoca               | Piața Unirii nr. 6, punct Piața Unirii nr. 6                                                                                           |                                           |                         |                                                         | Încărcați imagine | Raportați eroare |
| 54984.209.01                             | Situl arheologic de la Cluj-Napoca - Strada Iuliu Maniu, nr. 4 / ansamblu anonim (Categorie: locuire) (Tip: Așezare) | municipiul Cluj-Napoca               | Strada uliu Maniu, nr. 4, punct str. Iuliu Maniu, nr. 4                                                                                | Petrești                                  |                         |                                                         | Încărcați imagine | Raportați eroare |
| 54984.209.02                             | Situl arheologic de la Cluj-Napoca - Strada Iuliu Maniu, nr. 4 / ansamblu anonim (Categorie: locuire) (Tip: Fântână) | municipiul Cluj-Napoca               | Strada uliu Maniu, nr. 4, punct str. Iuliu Maniu, nr. 4                                                                                |                                           |                         |                                                         | Încărcați imagine | Raportați eroare |
| 54984.209.03                             | Situl arheologic de la Cluj-Napoca - Strada Iuliu Maniu, nr. 4 / ansamblu anonim (Categorie: locuire) (Tip: Clădire) | municipiul Cluj-Napoca               | Strada uliu Maniu, nr. 4, punct str. Iuliu Maniu, nr. 4                                                                                |                                           |                         |                                                         | Încărcați imagine | Raportați eroare |
| 54984.209.04                             | Situl arheologic de la Cluj-Napoca - Strada Iuliu Maniu, nr. 4 / ansamblu anonim (Categorie: locuire) (Tip: Așezare) | municipiul Cluj-Napoca               | Strada uliu Maniu, nr. 4, punct str. Iuliu Maniu, nr. 4                                                                                |                                           |                         |                                                         | Încărcați imagine | Raportați eroare |
| 54984.209.05                             | Situl arheologic de la Cluj-Napoca - Strada Iuliu Maniu, nr. 4 / ansamblu anonim (Categorie: locuire) (Tip: Mormânt) | municipiul Cluj-Napoca               | Strada uliu Maniu, nr. 4, punct str. Iuliu Maniu, nr. 4                                                                                |                                           |                         |                                                         | Încărcați imagine | Raportați eroare |
| 54984.208.01                             | Situl arheologic de la Cluj-Napoca - Strada M. Kogălniceanu, nr. 12-14 / ansamblu anonim (Categorie: locuire) (Tip: Așezare) | municipiul Cluj-Napoca               | Strada M. Kogălniceanu, nr. 12-14, punct Strada M. Kogălniceanu, nr. 12-14                                                             | romană                                    |                         |                                                         | Încărcați imagine | Raportați eroare |
| 54984.208.02                             | Situl arheologic de la Cluj-Napoca - Strada M. Kogălniceanu, nr. 12-14 / ansamblu anonim (Categorie: locuire) (Tip: cuptoare)                                                                                                   | municipiul Cluj-Napoca               | Strada M. Kogălniceanu, nr. 12-14, punct Strada M. Kogălniceanu, nr. 12-14                                                             | sec. XV-XVIII d.Hr.                       |                         |                                                         | Încărcați imagine | Raportați eroare |
| 54984.210.01                             | Villa rustica de la Cluj-Napoca - "Dealul Lombului" / ansamblu anonim (Categorie: locuire) (Tip: Villa rustica) | municipiul Cluj-Napoca               | Dealul Lombului | romană                                    |                         | 46°49′16″N 23°34′35″E / 46.82111°N 23.57639°E           | Încărcați imagine | Raportați eroare |
| 54984.210.02                             | Villa rustica de la Cluj-Napoca - "Dealul Lombului" / ansamblu anonim (Categorie: locuire) (Tip: Drum) | municipiul Cluj-Napoca               | Dealul Lombului | romană                                    |                         | 46°49′16″N 23°34′35″E / 46.82111°N 23.57639°E           | Încărcați imagine | Raportați eroare |
| 54984.211.01                             | Situl arheologic de la Cluj-Napoca - Bulevardul Eroilor nr.1 / ansamblu anonim (Categorie: locuire) (Tip: Așezare) | municipiul Cluj-Napoca               | Bulevardul Eroilor nr.1, punct Bulevardul Eroilor nr.1                                                                                 |                                           |                         |                                                         | Încărcați imagine | Raportați eroare |
| 54984.211.02                             | Situl arheologic de la Cluj-Napoca - Bulevardul Eroilor nr.1 / ansamblu anonim (Categorie: locuire) (Tip: Așezare) | municipiul Cluj-Napoca               | Bulevardul Eroilor nr.1, punct Bulevardul Eroilor nr.1                                                                                 |                                           |                         |                                                         | Încărcați imagine | Raportați eroare |
| 54984.211.03                             | Situl arheologic de la Cluj-Napoca - Bulevardul Eroilor nr.1 / ansamblu anonim (Categorie: locuire) (Tip: atelier de fibule) | municipiul Cluj-Napoca               | Bulevardul Eroilor nr.1, punct Bulevardul Eroilor nr.1                                                                                 | romană sec. II                            |                         |                                                         | Încărcați imagine | Raportați eroare |
| 54984.212.01                             | Așezare romană de la Cluj-Napoca - "Hotel Plazza" / ansamblu anonim (Categorie: locuire civilă) (Tip: așezare) | municipiul Cluj-Napoca               | Strada Sindicatelor nr. 17, punct Hotel Plazza                                                                                         | sec. II-III d.Hr.                         |                         | 46°46′10″N 23°35′02″E / 46.76944°N 23.58389°E           | Încărcați imagine | Raportați eroare |
| 57092.01.01                              | Ruinele turnului roman de la Chiuiești - "Culmea Ciceului" / ansamblu anonim (Categorie: construcție militară) (Tip: turn) | sat Chiuiești, comuna Chiuiești      | Culmea Ciceului |                                           |                         |                                                         | Încărcați imagine | Raportați eroare |
| 56309.05.01                              | Situl arheologic de la Ciumăfaia - Hathold / ansamblu anonim (Categorie: locuire) (Tip: așezare deschisă) | sat Ciumăfaia, comuna Borșa          | Hathold |                                           |                         | 46°57′16″N 23°36′46″E / 46.95458°N 23.61273°E           | Încărcați imagine | Raportați eroare |
| 56309.05.02                              | Situl arheologic de la Ciumăfaia - Hathold / ansamblu anonim (Categorie: locuire) (Tip: așezare deschisă) | sat Ciumăfaia, comuna Borșa          | Hathold |                                           |                         | 46°57′16″N 23°36′46″E / 46.95458°N 23.61273°E           | Încărcați imagine | Raportați eroare |
| 56309.06.01                              | Situl arheologic de la Ciumăfaia / ansamblu anonim (Categorie: locuire) (Tip: așezare deschisă) | sat Ciumăfaia, comuna Borșa          | |                                           |                         | 46°56′45″N 23°37′13″E / 46.94582°N 23.62028°E           | Încărcați imagine | Raportați eroare |
| 56309.06.02                              | Situl arheologic de la Ciumăfaia / ansamblu anonim (Categorie: locuire) (Tip: așezare deschisă) | sat Ciumăfaia, comuna Borșa          | |                                           |                         | 46°56′45″N 23°37′13″E / 46.94582°N 23.62028°E           | Încărcați imagine | Raportați eroare |
| 56309.07.01                              | Așezarea din epoca bronzului de la Ciumăfaia - Biserica Reformată / ansamblu anonim (Categorie: locuire) (Tip: așezare deschisă)                                                                                                | sat Ciumăfaia, comuna Borșa          | Biserica Reformată |                                           |                         | 46°56′29″N 23°37′21″E / 46.94143°N 23.62247°E           | Încărcați imagine | Raportați eroare |
| 55712.02.01                              | Așezarea din epoca fierului de la Cîmpenești - Ambraveghi / ansamblu anonim (Categorie: locuire) (Tip: așezare deschisă) | sat Câmpenești, comuna Apahida       | Ambraveghi |                                           |                         | 46°51′15″N 23°41′47″E / 46.85425°N 23.69629°E           | Încărcați imagine | Raportați eroare |